# 馬光亞
馬光亞（1914年11月1日—2005年9月1日），生於湖南湘潭縣，本名建中，晚年自號從容老人，台灣著名中醫師，曾任中國醫藥學院教授。
十三歲即隨外祖父彭文彩習醫，1947年參加中醫師考試合格，取得中醫師資格。第二次國共內戰後，經香港來臺。1954年在臺北開業，展開在臺灣長達半世紀的懸壺濟世生涯，被譽為「臨床精於辨證，很多難證，現代醫學不能解決，他以八綱論斷，處方可隨手治癒，在臺享有盛名，殊非偶然」。1972年進入中國醫藥學院，另啟二十年的作育中醫英才生涯。一系列中醫臨床研究著作，提升臺灣臨床中醫學的地位，並將卓著的臨床療效，著述出版，臨床經驗不藏私。一生提攜後進，不遺餘力。中國大陸中醫界耆宿顏德馨教授推崇其醫術、醫德與研究，在「海峽兩岸中醫界，道德文章均屬第一」。長庚大學傳統中國醫學研究所設有馬光亞教授紀念圖書室，收藏其重要手稿、書籍、及晚年未整理之醫案。

## 生平
與馬英九總統為遠房親戚，是馬英九之叔祖父。

### 兒時生涯
出生在湖南省湘潭縣茶恩寺鎮。父為齊白石友，兒時常為齊白石磨石磨刀作畫刻印，培養日後愛好文學及書畫的興趣。

### 政治生涯
年輕時的馬光亞，曾歴經一段由教育轉向政治發展的歲月：1935年參加小學教員考試及格，1936年在縣内私立郭氏光明小學校任教，次年改到公立五十三校及私立胡氏立本小學任教。1939年受聘私立唐氏仁本小學為教導主任，並先後加入三民主義青年團與中國國民黨。1940年任湘潭縣黨部宣傳幹事，1942年被選為縣參議員。抗日戰事期間，與齊白石子齊良琨在湘潭地境從事游擊工作。戰後，任縣政府社會科科長，1946年赴南京任國民政府戰略顧問何鍵(芸樵) 秘書。

### 懸壺生涯
早年隨外祖父彭文彩習醫，1947年參加中醫師考試合格。1951年來臺，決定棄政治改行醫，在當時中醫界聞人也是湖南同鄉覃勤門下執弟子禮，次年在臺北市寧波西街榮生中藥行看診，隨即因「白色恐怖」入獄。出獄後「專於臨床事業，不參加任何社會活動，不伺候於公卿之門，不奔走於形勢之途」，展開在臺灣長達半世紀的懸壺濟世生涯。1962年臺北市南昌街上海同德堂國藥號成立後，改在同德堂看診。1980年任中國醫藥學院附設醫院中醫部主治醫師。

### 樹人生涯
到了1972年, 才接受中國醫藥學院聘為董事會董事，開始進入中醫學教育界。1975年聘為兼任教授，講授温病學，展開作育中醫英才的生涯；1978年改聘為專任教授，兼中醫系主任，先後曾任中國醫學研究所所長、中國醫藥學院副院長等職，1993年退休。退休後仍專心著述，教導學生，積極振與中醫。認為「中國醫學是救人的絕學，我本著它臨床，常有一些奇蹟般的事蹟出現，我寫過幾種書來報導我在臨床上手的例證，……我是按古法臨床的，證明我們先賢傳下的醫學是確實有用的。」

## 中醫思想
- 中國醫學是「先議病，再議方」，病證不同，立方便不同，只要辨證準確，是沒有不效的。[7]

- 馬光亞自述，他在湖南行醫時，多用傷寒論的藥方，但是到了台灣，發現因台灣氣候，傷寒論藥方多無效，因此致力於研究溫病學派。[8]

- 周左宇醫師曾盛讚馬光亞醫師一生治病救人，造福無數人群，國醫之名當之無愧。

## 相關學術研究活動
- 2006年國醫節-資深中醫師經驗傳承學術研討會 (馬光亞教授學術思想研討)，行政院衛生署中醫藥委員會/中國醫藥大學主辦，臺中: 中國醫藥大學，2006年4月9日。

## 年表
- 1914年11月1日出生在湖南省湘潭縣茶恩寺鎮的火焰沖
- 1919年搬家至上深溪桐子坡，隨兄馬璧 (光奎) 讀小學
- 1926年舉家遷至芭蕉灣開設中藥鋪，在自家藥鋪當學徒，由外祖父彭文彩教授醫書
- 1928年娶遠房表親為妻
- 1929年中藥鋪遷至馬家堰擴大營業，隨外祖父彭文彩習醫
- 1935年參加小學教員考試及格
- 1936年受聘為湘潭縣私立郭氏光明小學校教師
- 1937年改在公立五十三校及私立胡氏立本小學任教，授課之餘則看診，為鄉中最年輕醫師
- 1939年任私立唐氏仁本小學教導主任，先後加入三民主義青年團與中國國民黨
- 1940年任湘潭縣黨部宣傳幹事，兼湘潭民報副刊編輯
- 1941年任湘潭縣黨部執行委員
- 1942年被選為縣參議員，為全縣最年輕的縣參議員
- 1944年日軍陷境，參與敵後工作，組織青年軍參加游擊工作
- 1945年日本投降後，被推為縣參議會秘書。
- 1946年獲派為縣政府社會科科長，九月赴南京任國民政府戰略顧問何鍵(芸樵) 秘書
- 1947年參加中醫師檢覈考試及格[9]
- 1948年因何鍵(芸樵) 全家赴香港，而返芭蕉灣
- 1950年與兄逃難至香港，稍後父亦逃難至香港
- 1951年4月1日來臺，在名中醫覃勤 (醒群) 門下執弟子禮。取得中醫師檢覈及格證書 [10]。
- 1952年取得開業執照，5月開始在臺北市寧波西街榮生中藥行看診，6月，遭誣為匪諜，繫獄
- 1954年獲釋，於臺北市廈門街112號重新開業
- 1955年12月24日娶陳玉嬌
- 1958年開始在臺北市南昌街上海同德堂國藥號兼診，出版《溫病學》，考試院聘為中醫師考試典試委員
- 1972年中國醫藥學院聘為董事會董事
- 1973年治癒外交部駐非大使廖仲琴昏厥重症，一時聲名大噪[11]
- 1974年改在南昌街上海同德堂國藥號專診
- 1975年中國醫藥學院聘為兼任教授，講授温病學。教育部聘為醫學教育委員會常務委員
- 1980年任中國醫藥學院附設醫院中醫部主治醫師
- 1981年中國醫藥學院改聘為專任教授，兼中醫系主任[12]，出版《臺北臨床三十年》。兄叛逃臺灣[13]，父病逝
- 1984年任中國醫藥學院中國醫學研究所所長
- 1986年出版《臺北臨床三十年》續集，停止在臺北門診
- 1987年停止在中國醫藥學院附設醫院看診
- 1990年任中國醫藥學院副院長
- 1993年自中國醫藥學院退休[14]，《台北臨床三十年》(正續集合訂，簡體字本) 出版
- 1994年5月《臨床辨證與經驗實錄》修訂再版
- 1995年《臺北臨床三十年》正續集合訂本出版
- 1998年《中醫如何診治肝病》出版
- 2005年9月1日在臺北縣永和市家中過逝

[按：本年表主要根據馬光亞：〈浮生八七自繪〉，收入《馬光亞作品集》，頁12-21。]

## 主要著作
- 馬光亞，《臺北臨床三十年》，臺北：世界書局，1981年。
- 馬光亞，《臺北臨床三十年》（續集），臺北：世界書局，1986年。
- 馬光亞，《中醫診斷學》，臺北：正中書局，1993年。
- 馬光亞，《臨床辨證與經驗實錄》，臺北：知音出版社，1993年，1994年修訂再版。
- 马光亚，《台北临床三十年》，北京：人民卫生出版社，1992年。
- 馬光亞，《臺北臨床三十年》（正續集合訂本），臺北：知音出版社，1995年。
- 馬光亞，《中風與昏厥之辨證與治驗》，臺北：九思出版社，1996年。
- 馬光亞，《中醫如何診治肝病》，臺北：九思出版社，1998年。
- 馬光亞，《馬光亞作品集》，楚戈 主編，臺北：作者自印，2000年。
- 馬光亞，《中醫如何診治腎病》，梁明達整理，臺北：九思出版社，2002年。
- 馬光亞，〈我與中國傳統醫學〉，收入《台灣中醫口述歷史專輯》，蘇三稜 蔡新富主編，頁142-153，臺北市：中華民國傳統醫學會，2003年。
- 馬建中，《中醫內科學》，臺北：正中書局，1988年。
- 馬建中，《中醫外診法》，臺北：正中書局，1991年。
- 馬建中，《溫熱病篇新解》，臺北：國立中國醫藥研究所，1993年。

## 相關文獻
- 大成報醫藥保健組 編著，〈馬光亞：日本腦炎得醫治〉，收入《資深中醫師的故事》，頁92-99，臺北：大成報文化事業公司，1995年。
- 梁明達整理，《馬光亞》，收入張文康主編《中國百年百名名中醫臨床家叢書》，北京：中國中醫藥出版社，2001年。
- 李璧如、林紹庚，〈馬光亞教授中醫學術之淵源、成就與貢獻〉，《中醫藥研究論叢》，第九卷第二期，頁1﹣18，2006年。
- 韓豐隆，《傳統中醫如何診治肝病：馬光亞教授之臨床經驗與思路探討》，臺北：長庚大學傳統中國醫學研究所碩士論文，2008年。

## 外部連結
- 馬光亞教授治喪委員會，緬懷恩師——一代儒醫馬公光亞教授[永久]
- 董崇敏，記馬光亞教授二三事